# DN73A
De DN73A (Drum Național 73A of Nationale weg 73A) is een weg in Roemenië. Hij loopt van Predeal via Râșnov en Zărnești naar Șercaia. De weg is 68 kilometer lang.

## Europese wegen
De volgende Europese weg loopt met de DN73A mee:
- in Râșnov (dubbelnummering met de DN73)